# Televisión Nacional de Chile Red Araucanía
Television Nacional de Chile Red Araucania es un canal chileno de televisión abierta digital que emite en Labranza, Cholchol, Carahue, Lautaro, Vilcún, Temuco, Padre Las Casas y Nueva Imperial en la Región de la Araucanía como emisora regional de la Televisión Nacional de Chile. Sus oficinas y estudios están ubicados en la calle Luis Durand 3680, sector Fundo El Carmen, en la ciudad de Temuco.

## Historia
La instalación de la filial provincial proyecto de regionalización que inició la estatal Televisión Nacional de Chile en el año 1969 con la creación de la Red Magallanes (hoy, Red Austral) con sede en Punta Arenas, la primera transmisión de TVN Red Araucanía ocurrió el 22 de abril del año 1991.
Este proyecto partió en la década de 1980 durante la dictadura militar, donde se transmitían alrededor de 4 minutos de noticias locales. El lugar de realización del primer noticiero regional estuvo ubicado en el séptimo piso de la Intendencia de la Novena región en Temuco.
En aquellos años, tanto la Intendencia de la IX región como TVN estaban a cargo de militares, los cuales revisaban las notas de los periodistas y decidían qué se emitía y qué no. Las protestas en contra de la dictadura militar iban en aumento. Hechos como el disparo de un capitán de la Policía Carabineros de Chile en contra de un alumno de la pontificia UCT y el incendio intencional de un local de CEMA Chile, entre otros, no aparecían en las noticias regionales, quedando de manifiesto la censura que afectaba al país.
En octubre de 1988, con el triunfo del No en el plebiscito, la TVN empieza a ganar un poco más de independencia. En 1991, al crearse la Gerencia de Regiones de TVN se realiza la fundación oficial de TVN Red Araucanía. En sus inicios el cambio fue total, dado que en la pantalla ya no se veían solo militares inaugurando obras y entregando noticias meramente administrativas. La realidad empezó poco a poco a posesionarse en las pantallas de TVN Red Araucanía.
En 1996, nace el primer programa regional llamado Fronteras, con un ciclo de seis capítulos a cargo de la productora Ona Visión. Este primer intento de programas se vio frustrado, debido a que la productora no alcanzó el nivel de audiencia esperado. Fue así que un grupo de documentalistas regionales tomó el desafío. En ese mismo año, el programa es galardonado como la Mejor producción regional en los premios APES.
Durante 1997, el segundo ciclo de Fronteras, vuelve a alcanzar el premio a la mejor producción regional APES.
Durante los siguientes 7 años se crean nuevos programas, tales como: 24 Horas al mediodía, Semana a semana el concurso, Semana a semana en la frontera, En viaje, Voces de la frontera, Araucanía en la APEC, Semana magazine, Jóvenes en debate y Región crece. Estas producciones hicieron que la Red Araucanía se alzara con 14 nominaciones a Mejor producción regional, Premio Nacional Mujer y Medios, entre otros.
En sus inicios, el equipo de producción era muy rudimentario, situación que cambió con el tiempo. Más adelante, logró establecer conexiones en vivo con las ediciones nacionales de 24 horas desde Santiago, para informar de lo acontecido en la región. Entre sus últimos avances, está la renovación completa de sus equipos de grabación digital.
Durante años, sus estudios estuvieron en la calle Porvenir 769, Temuco. En septiembre de 2007, la Televisión Nacional de Chile anunció un concurso público para diseñar los nuevos edificios corporativos de las sedes regionales del canal. En noviembre de 2014, se inauguraron las nuevas dependencias de TVN Red Araucanía, emplazadas en un terreno de 3300 m² y con 433 m² construidos. Se ubican en la calle Luis Durand 3680, sector Fundo El Carmen de Temuco.
Desde julio de 2008, TVN Red Araucanía, así como las otras centrales regionales de TVN, colabora con contenidos para el programa Chile conectado, realizado exclusivamente con personal y material regional.
En enero de 2016, TVN eliminó los noticieros regionales de las 3:00pm (incluido el de la Red Araucanía) por problemas económicos. De esta manera, las filiales regionales quedaron solamente con su espacio en el informativo central de las 9:00pm.
El 22 de marzo de 2020 TVN comunicó que TVN Red Araucania cesaría sus transmisiones analógicas por 14 días ya que uno de sus periodistas fue diagnosticado con COVID-19, Actualmente la Red Araucanía, volvió a su programación habitual

## Actual programa informativo
- 24 horas: Red Araucanía (noticias)

## Microprogramas discontinuados
- TVTiempo Red Araucanía (informe del tiempo)

## Programas discontinuados
- Semana a semana (reportajes)
- Noticias del minuto